# Stipa stuposa
Stipa stuposa är en gräsart som beskrevs av Dorothy Kate Hughes. Stipa stuposa ingår i släktet fjädergrässläktet, och familjen gräs. Inga underarter finns listade i Catalogue of Life.